# Cerotainia violaceithorax
Cerotainia violaceithorax là một loài ruồi trong họ Asilidae. Cerotainia violaceithorax được Lynch & Arribálzaga miêu tả năm 1880. Loài này phân bố ở vùng Tân nhiệt đới.